# Tracy Tormé
Pour les articles homonymes, voir Tormé.
Tracy R. Tormé né le 12 avril 1959 à Los Angeles et mort le 4 janvier 2024 à Escondido (Californie), est un scénariste américain et un producteur de films et de série télévisée, les plus connus étant Saturday Night Live, Odyssey 5, Sliders : Les Mondes parallèles, Star Trek : La Nouvelle Génération, Visiteurs extraterrestres et La Caravane de l'étrange. 
Né le 12 avril 1959 à los Angeles en Californie, il est le fils du chanteur Mel Tormé. Après avoir obtenu son diplôme à l'université de Beverly Hills, il découvrit son futur métier à la section Cinéma et Télévision de l'université de la Californie méridionale (USC school of cinema-television) où il fut diplômé en 1979.

## Sliders
Tracy Tormé est le cocréateur et le coproducteur de la série Sliders avec Robert K. Weiss qui fut diffusée par le réseau de télévision Fox en 1995. D'après l'interview publiée dans le magazine Génération Séries en avril  2001, Tracy Tormé a connu plusieurs conflits au cours de la diffusion avec la FOX. L'un des sujets critiques était une mésentente vis-à-vis de la conception des épisodes: Tormé voulait que chaque épisode se termine en présentant le début du prochain épisode afin de ressentir une continuité dans l'aventure des glisseurs (comme pour la série Code Quantum). Cependant, la FOX n'était pas d'accord avec ce concept et préférait que chaque épisode reste indépendant les uns par rapport aux autres. Cela leur permettait ainsi de les diffuser selon un ordre préférentiel.
Selon Tormé, la FOX voulait également que l'aventure soit davantage orientée dans l'action, basée sur des films célèbres et que les scénarios des épisodes ne devaient présenter aucune notion trop intellectuelle ou basée sur la politique. Ces dernières propositions allaient en désaccord avec les attentes du cocréateur qui leur expliqua qu'avec ce genre de série, le spectateur oublierait l'épisode aussitôt après l'avoir regardée.
Lors de la troisième saison, les autres producteurs exécutifs et de nombreux sympathisants de Tormé avec qui il avait travaillé pendant les deux premières saisons, furent licenciés. La production voulant continuer dans une direction contraire de celle qu'il espérait et combiné à des problèmes d'ordres familiaux, il décida de quitter l'aventure un moment et de passer plus de temps avec sa famille.
Tormé avait également critiqué les changements de caractère des personnages de Sliders. À l'origine Quinn Mallory et Rembrandt Brown étaient censés apparaître marginaux mais au cours de l'aventure, ils avaient évolué en "héros d'action" qui n'hésitaient plus à aller au combat.
Durant l'été 1997, la FOX avait décidé de ne pas diffuser la quatrième saison de Sliders ce qui profita à la chaîne Sci Fi Channel qui s'octroya les droits de diffusion. À ce moment-là, Tormé décida de revenir afin de reprendre le contrôle de la série et de la ramener à l'idée d'origine. Mais il se résigna après avoir su que son ancien collègue David Peckinpah avait accepté un contrat pour une autre saison.
Tracy Tormé a travaillé avec son père Mel Tormé, légendaire chanteur et compositeur de jazz, dans un des épisodes de la série (Un Monde Incorruptible).

## Filmographie

### Comme Scénariste
- 1982 : Saturday Night Live (série télévisée, 1982–1983): 19 épisodes.
- 1987 : Star Trek : La Nouvelle Génération (série télévisée, 1987-1989): 6 épisodes.
- 1988 : Les Maîtres des sortilèges de Janet Greek (en).
- 1992 : Les Visiteurs de l'au-delà de Dan Curtis.
- 1993 : Visiteurs extraterrestres de Robert Lieberman.
- 1995 : Sliders : Les Mondes parallèles (série télévisée, 1995–1997): saison 1 à 3.
- 2001 : Au-delà du réel (série télévisée): saison 7.
- 2002 : Odyssey 5 (série télévisée): saison 1.
- 2005 : La Caravane de l'étrange (série télévisée): saison 2.

### Comme Coproducteur
- 1993 : Visiteurs extraterrestres de Robert Lieberman.
- 2007 : Je suis une légende (I am legend) de Francis Lawrence.

### Comme Coproducteur exécutif
- 1995 : Sliders : Les Mondes parallèles (série télévisée, , 1995–1997).
- 2002 : Odyssey 5 (série télévisée).